# Waruduwur
Waruduwur is een bestuurslaag in het regentschap Cirebon van de provincie West-Java, Indonesië. Waruduwur telt 4030 inwoners (volkstelling 2010).